# Eyal Sivan
Eyal Sivan és un director de cinema, productor i assagista israelià. En les seves obres ha tractat diferents conflictes polítics, com el d'Israel i Palestina i el genocidi ruandès, a més d'altres qüestions relacionades amb el crim polític. Destaquen els films Faces of the Fallens (2005), I love you all (2004), Route 181, fragments of a journey in Palestine-Israel (2003) i The specialist (1999). Ha estat reconegut amb diferents premis de festivals internacionals de cinema.

## Filmografia
- 2012 Common State, Potential Conversation
- 2009 Jaffa, the Orange's Clockwork
- 2007 Citizens K, the Twin Brothers
- 2005 Faces of the Fallen
- 2004 I Love You All / Aus Liebe Zum Volk (co-directed with Audrey Maurion)
- 2003 Route 181, Fragments of a Journey in Palestine-Israel (co-directed with Michel Khleifi)
- 2001 On the Top of the Descent
- 1999 The Specialist, Portrait of a Modern Criminal
- 1997 Burundi, under Terror
- 1996 Itsembatsemba, Rwanda One Genocide Later
- 1995 Aqabat-Jaber, Peace with no Return?
- 1994 Jerusalem(s), Borderline Syndrome
- 1993 Itgaber, He Will Overcome - Conversations with Yeshayahou Lebowitz
- 1991 Israland
- 1990 Izkor, Slaves of Memory
- 1987 Aqabat-Jaber, Passing Through